# Kitale
Kitale es una localidad de Kenia, con estatus de municipio, capital del condado de Trans-Nzoia.
Tiene 106 187 habitantes según el censo de 2009. Situado entre el monte Elgon y las colinas de Cherengani, a una altitud de alrededor de 2100 m s. n. m..
Las cultivos principales de la zona son: girasol, té, café, habas y maíz.
La ciudad fue fundada en 1908 por los colonos blancos. Una rama de la línea del ferrocarril de Uganda a Eldoret alcanzó Kitale en 1926 permitiendo un crecimiento más rápido.

## Demografía
Los 106 187 habitantes del municipio se reparten así en el censo de 2009:
- Población urbana: 75 782 habitantes (38 081 hombres y 37 701 mujeres)
- Población periurbana: 30 405 habitantes (15 984 hombres y 14 421 mujeres)
- Población rural: no hay población rural en este municipio

## Transportes
El municipio está atravesado de norte a sur por la carretera A1, que recorre el oeste del país desde Sudán del Sur hasta Tanzania. Al norte, esta carretera lleva a Kapenguria, Lodwar y Kakuma. Al sur, la A1 lleva a Kakamega, Kisumu y Migori. Al sur de Kitale sale de la carretera A1 la carretera B2, que lleva a Eldoret. También se puede ir a Eldoret por la C48, que sale al este de Kitale y pasa por Sibanga. Al oeste hay una carretera que lleva a Uganda pasando por Endebess.

## Clima
| Parámetros climáticos promedio de Kitale (1961–1990, extremos 1921–presente)                     | Parámetros climáticos promedio de Kitale (1961–1990, extremos 1921–presente) | Parámetros climáticos promedio de Kitale (1961–1990, extremos 1921–presente) | Parámetros climáticos promedio de Kitale (1961–1990, extremos 1921–presente) | Parámetros climáticos promedio de Kitale (1961–1990, extremos 1921–presente) | Parámetros climáticos promedio de Kitale (1961–1990, extremos 1921–presente) | Parámetros climáticos promedio de Kitale (1961–1990, extremos 1921–presente) | Parámetros climáticos promedio de Kitale (1961–1990, extremos 1921–presente) | Parámetros climáticos promedio de Kitale (1961–1990, extremos 1921–presente) | Parámetros climáticos promedio de Kitale (1961–1990, extremos 1921–presente) | Parámetros climáticos promedio de Kitale (1961–1990, extremos 1921–presente) | Parámetros climáticos promedio de Kitale (1961–1990, extremos 1921–presente) | Parámetros climáticos promedio de Kitale (1961–1990, extremos 1921–presente) | Parámetros climáticos promedio de Kitale (1961–1990, extremos 1921–presente) |
| Mes                                                                                              | Ene.                                                                         | Feb.                                                                         | Mar.                                                                         | Abr.                                                                         | May.                                                                         | Jun.                                                                         | Jul.                                                                         | Ago.                                                                         | Sep.                                                                         | Oct.                                                                         | Nov.                                                                         | Dic.                                                                         | Anual                                                                        |
| ------------------------------------------------------------------------------------------------ | ---------------------------------------------------------------------------- | ---------------------------------------------------------------------------- | ---------------------------------------------------------------------------- | ---------------------------------------------------------------------------- | ---------------------------------------------------------------------------- | ---------------------------------------------------------------------------- | ---------------------------------------------------------------------------- | ---------------------------------------------------------------------------- | ---------------------------------------------------------------------------- | ---------------------------------------------------------------------------- | ---------------------------------------------------------------------------- | ---------------------------------------------------------------------------- | ---------------------------------------------------------------------------- |
| Temp. máx. abs. (°C)                                                                             | 36.0                                                                         | 35.2                                                                         | 37.8                                                                         | 33.0                                                                         | 33.3                                                                         | 29.2                                                                         | 27.8                                                                         | 30.0                                                                         | 29.8                                                                         | 29.8                                                                         | 33.0                                                                         | 33.6                                                                         | 37.8                                                                         |
| Temp. máx. media (°C)                                                                            | 27.0                                                                         | 27.7                                                                         | 27.5                                                                         | 25.8                                                                         | 24.8                                                                         | 24.1                                                                         | 23.3                                                                         | 23.7                                                                         | 24.8                                                                         | 25.1                                                                         | 24.9                                                                         | 25.7                                                                         | 25.4                                                                         |
| Temp. media (°C)                                                                                 | 18.8                                                                         | 19.5                                                                         | 19.8                                                                         | 19.3                                                                         | 18.7                                                                         | 17.9                                                                         | 17.4                                                                         | 17.5                                                                         | 17.9                                                                         | 18.3                                                                         | 18.1                                                                         | 18.1                                                                         | 18.4                                                                         |
| Temp. mín. media (°C)                                                                            | 10.5                                                                         | 11.4                                                                         | 12.0                                                                         | 12.9                                                                         | 12.6                                                                         | 11.7                                                                         | 11.6                                                                         | 11.3                                                                         | 11.0                                                                         | 11.5                                                                         | 11.3                                                                         | 10.5                                                                         | 11.5                                                                         |
| Temp. mín. abs. (°C)                                                                             | 6.0                                                                          | 6.0                                                                          | 7.0                                                                          | 7.4                                                                          | 7.3                                                                          | 7.0                                                                          | 8.0                                                                          | 6.5                                                                          | 7.0                                                                          | 7.0                                                                          | 5.0                                                                          | 5.8                                                                          | 5.0                                                                          |
| Precipitación total (mm)                                                                         | 20.4                                                                         | 52.2                                                                         | 102.5                                                                        | 190.3                                                                        | 198.4                                                                        | 101.1                                                                        | 123.3                                                                        | 150.9                                                                        | 102.8                                                                        | 91.5                                                                         | 90.9                                                                         | 34.8                                                                         | 1259.1                                                                       |
| Días de precipitaciones (≥ 1.0 mm)                                                               | 8                                                                            | 13                                                                           | 14                                                                           | 13                                                                           | 17                                                                           | 15                                                                           | 13                                                                           | 14                                                                           | 13                                                                           | 7                                                                            | 5                                                                            | 5                                                                            | 137                                                                          |
| Horas de sol                                                                                     | 257.3                                                                        | 218.4                                                                        | 226.3                                                                        | 195.0                                                                        | 210.8                                                                        | 207.0                                                                        | 192.2                                                                        | 201.5                                                                        | 210.0                                                                        | 223.2                                                                        | 207.0                                                                        | 254.2                                                                        | 2602.9                                                                       |
| Humedad relativa (%)                                                                             | 50                                                                           | 52                                                                           | 54                                                                           | 66                                                                           | 70                                                                           | 70                                                                           | 73                                                                           | 72                                                                           | 67                                                                           | 63                                                                           | 63                                                                           | 56                                                                           | 63                                                                           |
| Fuente n.º 1: NOAA                                                                               |                                                                              |                                                                              |                                                                              |                                                                              |                                                                              |                                                                              |                                                                              |                                                                              |                                                                              |                                                                              |                                                                              |                                                                              |                                                                              |
| Fuente n.º 2: Deutscher Wetterdienst (humidity, 1961–1990), Meteo Climat (record highs and lows) |                                                                              |                                                                              |                                                                              |                                                                              |                                                                              |                                                                              |                                                                              |                                                                              |                                                                              |                                                                              |                                                                              |                                                                              |                                                                              |

## Cultura
El municipio es conocido por albergar el National Museum of Western Kenya, un museo de historia natural fundado en 1926.